# Ōkubo Tadayoshi (I)
Pour les articles homonymes, voir Ōkubo et Ōkubo Tadayoshi (II).
Ōkubo Tadayoshi (I) est un nom japonais traditionnel ; le nom de famille (ou le nom d'école), Ōkubo, précède donc le prénom (ou le nom d'artiste).
Ōkubo Tadayoshi (大久保 忠由) (20 décembre 1736 - 29 octobre 1769) est le 5e daimyō du domaine d'Odawara dans la province de Sagami (moderne préfecture de Kanagawa) au milieu de l'époque d'Edo de  l'histoire du Japon. Son titre de courtoisie est Kaga no Kami.

## Biographie
Né au château d'Odawara, Ōkubo Tadayoshi est le fils ainé d'Ōkubo Tadaoki, 4e daimyō d'Odawara. 
Il devient chef du clan Ōkubo et daimyō d'Odawara lorsque son père se retire le 10 septembre 1763. La mise en œuvre de nouvelles mesures d'austérité en mai 1764, en plus de celles mises en place par son père indique la détérioration continue de la situation financière du domaine. Tadayoshi a une faible constitution depuis l'enfance, et décès 6 ans seulement après être devenu daimyo, le 1er octobre 1769 à l'âge de 32 ans. Sa tombe se trouve au Saisho-ji, temple du clan situé dans l'arrondissement de Setagaya à Tokyo.
Takayoshi est marié à une fille de Sakakibara Masamine, daimyō du domaine de Himeji dans la province de Harima.

## Source de la traduction
- (en) Cet article est partiellement ou en totalité issu de l’article de Wikipédia en anglais intitulé « Ōkubo Tadayoshi (I) » (voir la liste des auteurs).